# 特諾皮爾機場
特諾皮爾國際機場（烏克蘭語：Міжнародний аеропорт «Тернопіль»）是乌克兰西部特諾皮爾州，坐落于該州州府捷尔诺波尔市中心东南8公里处。該機場为中型航空公司提供服务。该机场相对较小，滑行道和停机坪布局也相對較简单。
该机场目前没有任何定期航班，但曾在2010年5月31日至2010年7月2日之間由Motor Sich航空运营的捷尔诺波尔-基辅航线。